# 巴西長鰭鱈
巴西長鰭鱈，為輻鰭魚綱鱈形目褐鱈科的其中一種，分布於西南大西洋巴西南部至阿根廷北部海域，為亞熱帶海水魚，深度24-190公尺，體長可達40公分，棲息在底層水域，生活習性不明，可做為食用魚。

## 扩展阅读
- 维基共享资源上的相關多媒體資源：巴西長鰭鱈